# Хорн-Кукшум
Хорн-Кукшу́м (рос. Хорн-Кукшум, чув. Хурăн Кăкшăм) — присілок у складі Вурнарського району Чувашії, Росія. Входить до складу Алгазінського сільського поселення.
Населення — 142 особи (2010; 183 у 2002).
Національний склад:
- чуваші — 100 %